# Môle-Saint-Nicolas (gemeente)
Môle-Saint-Nicolas (Haïtiaans-Creools: Mòl Sen Nikola) is een stad en gemeente in Haïti met 34.000 inwoners. De plaats ligt aan een inham van de Windward Passage op de noordwestelijke punt van het eiland Hispaniola, 185 km ten noordwesten van de hoofdstad Port-au-Prince. Het is de hoofdplaats van het gelijknamige arrondissement in het departement Nord-Ouest.

## Geschiedenis
Op deze plaats kwam Columbus voor het eerst aan land op Hispaniola, op 6 december 1492. Hij noemde de plaats Maravillosa ("wonderschoon"). De huidige naam verwijst naar Sint-Nicolaas, van wie de feestdag op die datum gevierd wordt.
Tijdens de aankomst van Columbus was het gebied voor 85% bebost. Tegenwoordig is dit minder dan 5%.
De plaats ligt erg strategisch gelegen, op minder dan 80 km van Cuba, en op de doorgangsroute naar Florida. Door deze gunstige ligging hebben bijvoorbeeld piraten hier hun basis gehad.

## Moderne tijd
De plaats Môle-Saint-Nicolas heeft drinkwater, maar geen elektriciteit.
In de gemeente worden bananen verbouwd en bijen gehouden. Ook is er een vissershaven. Verder produceren de mensen uit het dorp houtskool.

## Bezienswaardigheden
- Stranden
- Koraalriffen
- Forten: Batteries de Vallières, Fort George, Saint Charles, La Poudrière, Le Fort Allemand, Les Ramparts

## Indeling
De gemeente bestaat uit de volgende sections communales:
| Nr. | Naam         | Km²    | Inw.2015 |
| --- | ------------ | ------ | -------- |
| 1   | Côtes de Fer | 161,88 | 16.067   |
| 2   | Mare-Rouge   | 33.31  | 17.283   |
| 3   | Damé         | 31,88  | 513      |